# Euphorbia baradii
Euphorbia baradii es una especie fanerógama perteneciente a la familia de las euforbiáceas. Es endémica de Somalia.

## Descripción
Es una planta perenne suculenta que alcanza un tamaño de 4-8 cm de altura, con algunas ramas cercanas de la base, cilíndricas, de 1-1.3 cm de espesor, de 2-4 cm de largo, con tubérculos prominentes fuertemente congestionados de 2-3 mm de diferencia, en 7-8 series separadas en forma de caracol con surcos profundos, espinosas, frutas y semillas desconocidos.

## Ecología
Se encuentra en las mesetas rocosas de piedra caliza, al abrigo de escasos matorrales de Acacia-Commiphora, a una altitud de 200-550 metros.
Especie muy rara en cultivo. Está muy cercana de Euphorbia inaequispina.

## Taxonomía
Euphorbia baradii fue descrita por Susan Carter Holmes y publicado en Nordic Journal of Botany 12(4): 421. 1992.
Etimología
Euphorbia: nombre genérico que deriva del médico griego del rey Juba II de Mauritania (52 a 50 a. C. - 23), Euphorbus, en su honor – o en alusión a su gran vientre –  ya que usaba médicamente Euphorbia resinifera. En 1753 Carlos Linneo asignó el nombre a todo el género.
baradii: epíteto otorgado en honor del doctor estadounidense Gerald Samuel Barad, (1923- ), especialista en obstetricia y ginecología y gran entusiasta de las plantas suculentas, especialmente de las asclepiadáceas, quien fue presidente  de la Sociedad de Cactus y Suculentas de América desde 1990 hasta 1993.